# Трубка вибуху

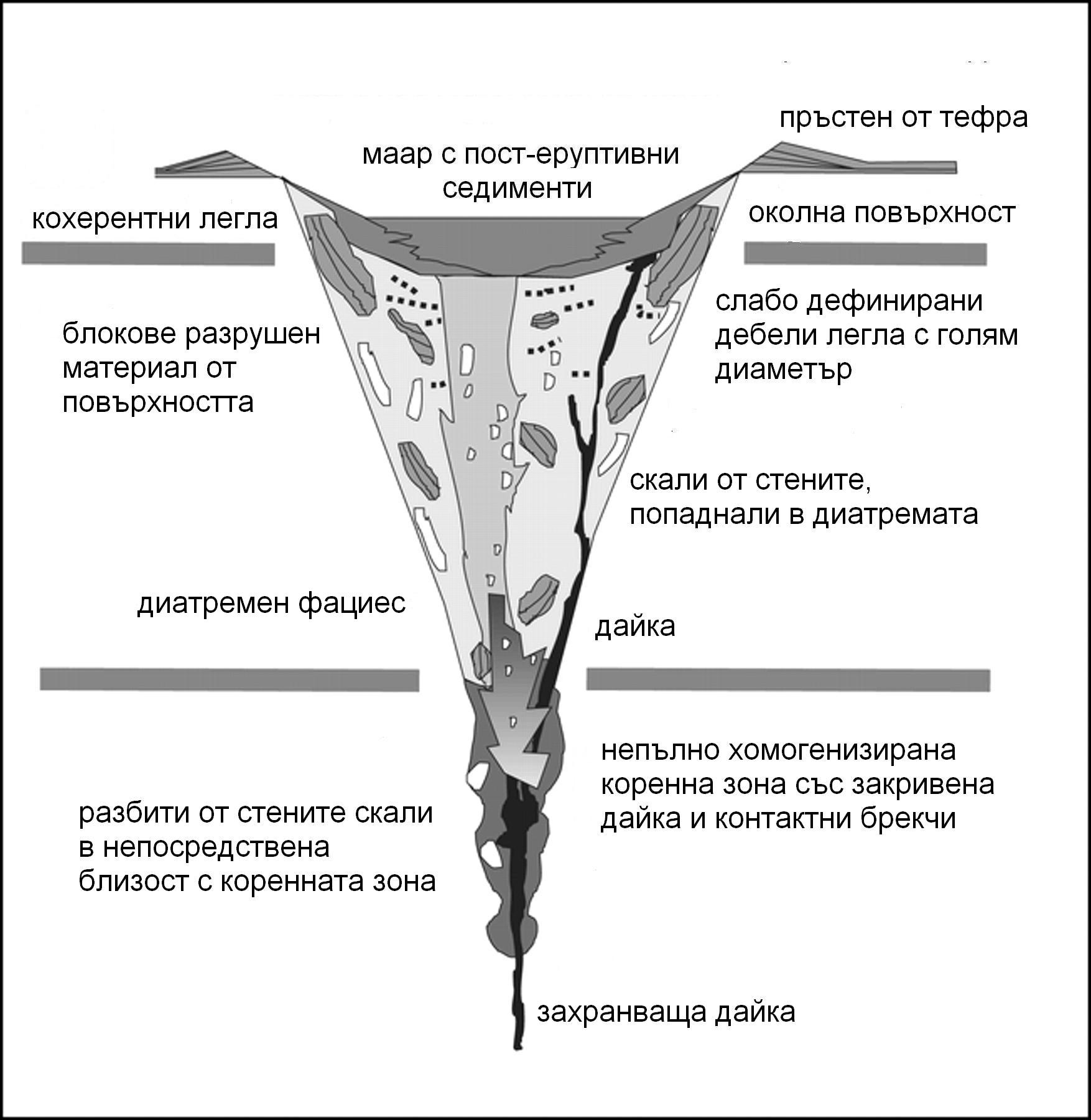
дясно

Трубка вибуху (діатрема) — корінне родовище алмазів, що являє собою велетенське жерло, рідше тріщину у земній корі, заповнену кімберлітом.
У верхній частині діатрема розширена, діаметр на рівні земної поверхні змінюється від 10-20 до 1500 м, а площа від 0,01 до 140 га. З глибиною трубка поступово звужується і переходить в тріщину товщиною до декількох десятків метрів. Глибина такого переходу різна для кожної окремої трубки і залежить від потужності вулканічного вибуху, що її створив. Наприклад у трубки «Кімберлі» ця глибина становить 1100 м від сучасної земної поверхні, у трубки «Де Бірс» — 730 м, у трубки «Святий Августин» — лише 240 м.
Площа поперечного перерізу трубки зменшується з різною інтенсивністю від 8 до 70% на кожні 100 м глибини. Більшість трубок вибуху за формою подібні до конуса з кутом при вершині 10-12°.
Виходи трубок вибуху на земну поверхню бувають правильної округлої чи овальної форми з гладкими чи зрізаними межами. Не рідко зустрічаються видовжені, лінзоподібні, грибоподібні чи амебоподібні в плані трубчаті тіла.